# Degradacja ekosystemu
Degradacja ekosystemu – pogorszenie się (uproszczenie) stanu środowiska przyrodniczego głównie jako efekt działalności człowieka (różnych form antropopresji). 
Degradacja ekosystemu przejawia się zubożeniem składu gatunkowego ekosystemu, pogorszeniem jego poszczególnych elementów (np. powietrza, wody, gleby, rzeźby terenu, krajobrazu itp.), także zmniejszeniem naturalnej regulacji liczebności populacji i aktywności biologicznej ekosystemu. W jej wyniki w strukturze i funkcjonowaniu całego ekosystemu następują niekorzystne zmiany, czego skutkiem jest obniżenie odporności i homeostazy, a w efekcie produktywności ekosystemu. Całość tych zmian prowadzi z reguły do jego zniszczenia. 

## Przyczyny degradacji
Do czynników inicjujących degradację należy zwykłe przydeptywanie podłoża, wycinanie lasów, budowa wielkich zapór wodnych, sztuczne podgrzewanie zbiorników, zanieczyszczenie środowiska jak i całkowita intoksykacja gleby i wody - zakres i liczba ich jest ogromna. Duże znaczenie ma tutaj wzrost liczby ludności i związane z nim osadnictwo oraz urbanizacja. Ponadto rozwój działalności gospodarczej powoduje wzrost stężeń zanieczyszczeń, który w znacznym stopniu przekracza możliwości samokompensacji ekosystemu. 
Do naturalnych czynników degradujących ekosystemy zaliczamy m.in. powodzie, pożary, zmiany klimatyczne.

## Zapobieganie degradacji
Ponieważ degradacja ekosystemu może spowodować całkowite wyginięcie życia biologicznego w środowisku (może jeszcze dojść do zastąpienia obecnej biocenozy nową, mamy wtedy do czynienia z wtórną sukcesją ekologiczną), często zaś bardzo trudne lub niemożliwe jest przywrócenie stanu wyjściowego, coraz częściej więc zmierza się do zapobiegania degradacji poprzez odpowiednie ustawodawstwo ochrony przyrody oraz promuje się racjonalne metody rekultywacji ekosystemów już zdegradowanych.